# Carcharhinus leiodon
Carcharhinus leiodon és una espècie de peix de la família dels carcarínids i de l'ordre dels carcariniformes.

## Morfologia
Els mascles poden assolir els 75 cm de longitud total.

## Distribució geogràfica
Es troba al sud d'Aràbia (Golf d'Aden).